# Antirrhinum pulverulentum
Antirrhinum pulverulentum är en grobladsväxtart som beskrevs av Láz.-ibiza. Antirrhinum pulverulentum ingår i släktet lejongapssläktet, och familjen grobladsväxter. Inga underarter finns listade i Catalogue of Life.